# Agron
Pour les articles homonymes, voir Agron (homonymie).
L'Agron est une rivière française, affluent de l'Aire, et donc sous-affluent de la Seine par l'Aisne puis l'Oise. Il coule entièrement dans le département des Ardennes.

## Toponymie
C'est un nom dérivé de celui de l'Aire qui était Agira en 785.

## Géographie
D'une longueur de 24,4 km, il prend sa source en Argonne, à Tailly, à une dizaine de kilomètres à l'est de Buzancy, dans le département des Ardennes. La rivière se dirige d'abord vers l'ouest puis oblique vers le sud et conflue avec l'Aire au niveau de la localité de Saint-Juvin.

### Communes et cantons traversés
L'Agron traverse les six communes ardennaises, de l'amont vers l'aval, de Tailly (source), Bayonville, Imécourt, Verpel, Champigneulle et Saint-Juvin (confluence).
Soit en termes de cantons, l'Argon prend source dans le canton de Vouziers et conflue dans le canton d'Attigny dans l'arrondissement de Vouziers.

### Bassin versant
L'Agron traverse une seule zone hydrographique L'Agron de sa source au confluent de l'Aire (exclu) (H117) de 156 km2 de superficie. Ce bassin versant est constitué à 76,54 % de « territoires agricoles », à 21,94 % de « forêts et milieux semi-naturels », à 1,12 % de « territoires artificialisés ».

### Organisme gestionnaire
L'organisme gestionnaire est le SM3A ou Syndicat mixte d'aménagement de l'Aire et de ses affluents.

## Affluents
L'Agron a six affluents référencés :
- la Colche,
- le ruisseau Furba,
- le ruisseau du Wassieux,
- le ruisseau de Saint-Georges, avec un affluent :
  - le ruisseau de la Dhuy.
- le ruisseau de Briquenay avec deux affluents :
  - le ruisseau du Moulin, avec un affluent :
    - la Hideuse, avec deux tronçons affluents et de rang de Strahler trois.

  - le ruisseau du Fond Sorin avec un affluent :
- le ruisseau de Gives,

Donc le rang de Strahler est six.

## Hydrologie
L'Agron est une rivière assez abondante. 

### L'Agron à Verpel
Son débit a été observé pendant 15 années (entre 1970-1999), à Verpel, tout près de son confluent avec l'Aire. Le bassin versant de la rivière y est de 133 km2, c'est-à-dire plus ou moins 90 % de sa totalité.
Le module de la rivière à Verpel est de 1,79 m3/s.
L'Agron présente des fluctuations saisonnières de débit assez importantes, avec des hautes eaux d'hiver portant le débit mensuel moyen à un niveau situé entre 2,72 et 3,54 m3/s, de décembre à mars inclus (avec un maximum en février), et des basses eaux d'été, de juin à octobre inclus, avec une baisse du débit moyen mensuel allant jusqu'à 0,415 m3/s au mois de septembre. Cependant les fluctuations peuvent être plus prononcées sur de plus courtes périodes, et les niveaux fluctuent d'après les années.

### Étiage ou basses eaux
Le VCN3 peut chuter jusque 0,12 m3/s, en cas de période quinquennale sèche, ce qui est relativement sévère.

### Crues
Les crues peuvent être assez importantes pour cette petite rivière à bassin réduit. Les QIX 2 et le QIX 5 valent respectivement 14 et 18 m3/s. Le QIX 10 est de 20 m3/s et le QIX 20 de 23 m3/s. Quant au QIX 50, il n'a pas été calculé, faute de durée d'observation suffisante.
Le débit instantané maximal enregistré a été de 24,2 m3/s le 31 décembre 1981, tandis que le débit journalier maximal était de 17,6 m3/s à la même date. En comparant la valeur du débit instantané maximal à l'échelle des QIX de la rivière, il apparaît que cette crue était d'ordre vicennal, et donc relativement fréquente et destinée à se reproduire régulièrement, plus ou moins tous les 20 ans.

### Lame d'eau et débit spécifique
Au total, l'Agron est une rivière petite, mais abondante. La lame d'eau écoulée dans son bassin versant est de 426 millimètres annuellement (contre 431 mm/an pour l'Aire), ce qui est assez élevé, valant nettement plus que la moyenne d'ensemble de la France tous bassins confondus (320 millimètres par an), mais surtout supérieur à la lame de la totalité du bassin de l'Aisne (260 millimètres par an) et de la Seine (240 millimètres par an). Le débit spécifique (ou Qsp) de la rivière atteint le chiffre de 13,4 litres par seconde et par kilomètre carré de bassin.

## Patrimoine

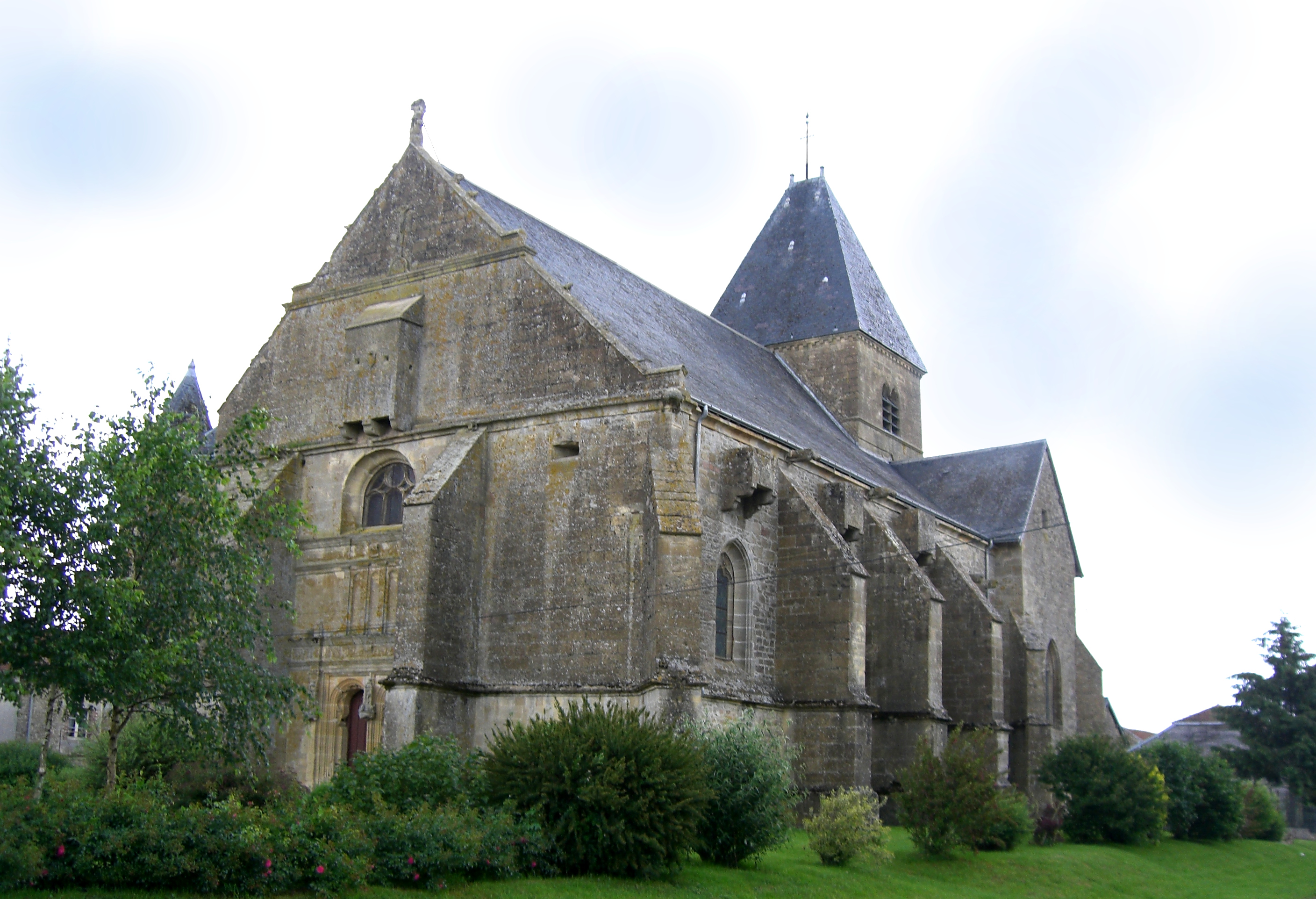
L'église fortifiée de Verpel.

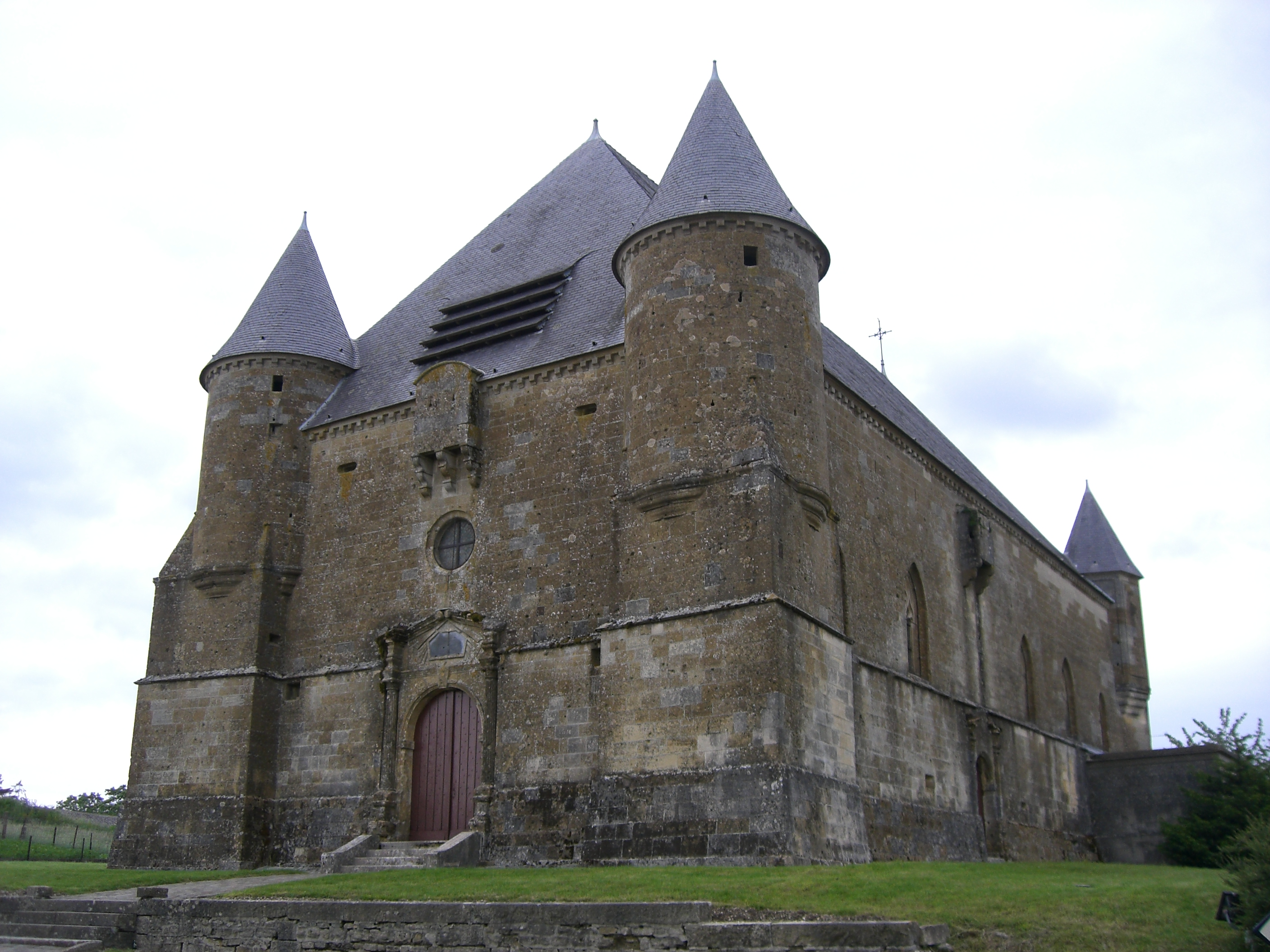
L'église fortifiée de Saint-Juvin (1614-1624) fit reculer les troupes du prince de Chimay...

- Buzancy : Château de la Cour, avec lions sculptés d'Antoine Coysevox. Ancien château d'Augeard, écuries et pavillon d'entrée (Monument Historique). La pièce d'eau du parc est inscrite Monument Historique. Église des XIIIe et XVIIIe siècles, avec décor et chapiteaux sculptés, mobilier du XVIIIe dont stalles, toiles du XIXe. Promenades en calèche. Source de la Hideuse, petit sous-affluent de l'Agron.
- Bayonville :château médiéval de Landreville remanié au XVIe siècle, logis rectangulaire avec tours rondes aux angles, cheminées et fenêtres Renaissance. L'église reconstruite après la Seconde Guerre mondiale a conservé son clocher du XVIe.
- Verpel : Église fortifiée du XVIe siècle construite sur les bases d'une ancienne église romane (Monument Historique), bretèches, tour hexagonale avec escalier à vis sur portail du XVe, statue de saint Laurent et Christ en Croix du XVIIIe.
- Saint-Juvin : église fortifiée du début du XVIIe siècle (Monument Historique), rectangle avec quatre tourelles d'angle, bretèches au-dessus des portes. Châsse et statue de saint Juvin du XVIe. Mobilier religieux, bénitier du XVe, stalles et statues du XVIIIe siècle. L'église tint tête avec succès au prince de Chimay qui l'assiégea pendant la Fronde. Le prince dut se retirer après un siège de trois semaines.